# Trois ballades de François Villon
Trois ballades de François Villon (FL. 126 [119]) est une suite de trois mélodies composée par Claude Debussy en 1910 sur des ballades du XVe siècle de François Villon.

## Histoire de l'œuvre
Les mélodies sont composées en mai 1910 et sont publiées en septembre chez Durand. Il en existe deux versions, toutes deux composées en même temps, une pour voix et orchestre et l'autre pour voix et piano.
L'œuvre pour piano est créée à Londres à l'Aeolian Hall, le 18 novembre 1910, par Maggie Teyte, puis à Paris, salle des Agriculteurs, le 16 janvier 1911, par Marguerite Babaïn et A. Delacroix au piano.
L'œuvre pour orchestre est interprétée pour la première fois le 5 mars 1911, par Charles W. Clark et les Concerts Séchiari sous la direction du compositeur, puis le 25 mars suivant, par Jean Périer avec le Cercle musical, sous la direction de Charles Domergue.

## Titres
1. Ballade de Villon à s'amye
2. Ballade que Villon fait à la requeste de sa mère
3. Ballade des femmes de Paris

## Texte des poèmes
- François Villon (Wikisource)

Les trois ballades sont issues du Testament de François Villon. La première est la Ballade à s'amie de la section XCIII, qui répète le vers : « Sans empirer, ung povre secourir ? ». La deuxième est la Ballade pour prier Nostre Dame que l'on trouve à la section LXXXIX, et qui a pour refrain : « En ceste foy je vueil vivre et mourir ». La troisième est la Ballade des femmes de Paris (section CXLIV) dont le refrain est : « Il n'est bon bec que de Paris ».
Le compositeur a conservé la langue des ballades en français moyen.

## Discographie
- Fauré, Debussy : mélodies — Suzanne Danco (soprano), Guido Agosti (piano), en 1954, Testament.
- Debussy : Trois ballades de François Villon — Bernard Plantey (baryton), orchestre de la radiodiffusion française, dir. Désiré-Émile Inghelbrecht, en 1958, Testament.
- Debussy : Jeux, mélodies, les trois sonates — Camille Maurane (baryton), orchestre des concerts Lamoureux, dir. Jean Fournet, Les indispensables de Diapason.
- Trois ballades de François Villon — Dietrich Fischer-Dieskau (baryton), orchestre de Paris, dir.Daniel Barenboim, Deutsche Grammophon DG 437 936.2 (1980),
(prix de l'Académie du Disque français en 1981).
- Trois ballades de François Villon — François Le Roux (baryton), Noël Lee (piano), Le Chant du Monde LDC 2781115 (1999)
- Debussy : Ballades de Villon — Alison Hagley, orchestre de Cleveland, dir. Pierre Boulez, Deutsche Grammophon.